# Zbiornik w Miedzichowie
Zbiornik w Miedzichowie – zbiornik retencyjny zlokalizowany na terenie powiatu nowotomyskiego, w Miedzichowie.
Zbiornik o powierzchni 5 ha utworzono na Czarnej Wodzie. Oddano go do eksploatacji w czerwcu 2013. Ma pojemność 70,5 tys. m³. Zbudowano go w miejscu starszego zbiornika, który w drodze wieloletnich zaniedbań uległ całkowitemu zamuleniu i zarósł. Wykopano nową czaszę zbiornika, odtworzono kanał młyński, wybudowano jaz, a także wyprofilowano skarpy. Akwen ma znaczenie retencyjne, a także zabezpiecza okoliczne gospodarstwa przez skutkami powodzi. Koszt budowy wyniósł 5 milionów PLN (dotacja z Wojewódzkiego Funduszu Ochrony Środowiska i Gospodarki Wodnej w Poznaniu, środki wojewódzkie i państwowe). Planowane jest wykorzystanie rekreacyjne zbiornika.